# تجمع هروة (زمنخ ومنوخ)

تعديل مصدري - تعديل

تجمع هروة هي إحدى قرى عزلة زمنح ومنوخ بمديرية زمنخ ومنوخ التابعة لمحافظة حضرموت، بلغ تعداد سكانها 32 نسمة حسب تعداد اليمن لعام 2004.